# Cofradía Internacional de los Capitanes del Cabo de Hornos
La  Cofradía Internacional de los Capitanes del Cabo de Hornos (Amicale Internationale des Capitaines au Long Cours Cap horniers) es una asociación creada en 1937 en Saint Malo (Francia) cuando 35 capitanes de alta mar de veleros sin motor eligieron su primer comité y designaron como presidente a Luis Allaire.

## Antecedentes históricos
A comienzos del siglo XVII el tráfico mercante desde Europa a las Indias Orientales estaba restringido al empleo de la ruta del Estrecho de Magallanes bajo dominio español o a la del Cabo de Buena Esperanza favorecida por un monopolio legalizado en beneficio de la Compañía Holandesa de las Indias Orientales con intereses estatales.
En esa época se creía que al sur del estrecho de Magallanes existía un gran continente que llegaba hasta la Antártica, la Terra Australis Incógnita, pero en el ambiente marítimo se comentaba que los marinos de la nave de Francis Drake, el Golden Hind, habían visto una gran extensión de mar cuando fueron arrastrados hacia el sur, durante un mes, por un temporal que los alcanzó al salir por la boca occidental del estrecho de Magallanes al Océano Pacífico, en el año 1578.
En conocimiento de lo anterior, Isaac Le Maire, un comerciante holandés, decidió buscar un paso que, al sur del estrecho de Magallanes, uniera los océanos Pacífico y Atlántico, con lo cual no infringiría la prohibición estatal de navegar la ruta del Cabo de Buena Esperanza. Para ello contrató a los capitanes de alta mar Guillermo Cornelio Schouten y a su hermano Juan para que armaran una expedición de dos naves, la que zarpó del puerto de Hoorn, Holanda, el 14 de junio de 1615, con la debida autorización del príncipe Mauricio de Nassau. Le Maire embarcó a su hijo Jacobo como su representante en la aventura.

## El cabo

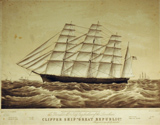
Un Clipper.

Antes de llegar al sur, una de las naves se incendió por lo que ambas tripulaciones prosiguieron la expedición en la otra. El 24 de enero de 1616 avistaron una gran isla a la que bautizaron como Isla de Los Estados en homenaje a las Provincias Unidas de los Países Bajos y al paso que se formaba entre esta y la Tierra del Fuego lo designaron como estrecho de Le Maire. 
Luego de 5 días de navegación, al amanecer del 30 de enero de 1616, avistaron el cabo al que le pusieron Hoorn en homenaje al puerto del que habían zarpado. Habían descubierto una nueva ruta hacia las Indias Orientales y hacia la costa oeste de América.

## Cap hornier
Esta peligrosa ruta comenzó a ser empleada por todas las naves que necesitaban llegar a la costa oeste de América o a las Indias en lugar de la del estrecho de Magallanes que era más peligrosa para los veleros que no podían maniobrar en las angosturas pues eran abatidos por las fuertes corrientes y sorpresivos vientos, los temidos williwaws.
El tráfico aumentó en forma impresionante por la independencia de los países americanos, el descubrimiento de oro en California, 1848 y el tráfico del guano y salitre, lo que continuó hasta 1914 año en que se abrió el Canal de Panamá y estalló la Primera Guerra Mundial. A partir de esa fecha el tráfico disminuyó, pero ya habían sido cientos, miles, los marinos que habían navegado la ruta del cabo de Hornos, tripulando veleros de cascos de madera al comienzo y de hierro al final.
En el ambiente marítimo mundial, tanto a las naves como a sus tripulantes se les denominaba como los  Cap hornier, denominación que era motivo de orgullo para los que la ostentaban y especialmente para los capitanes que las guiaban.

## La cofradía

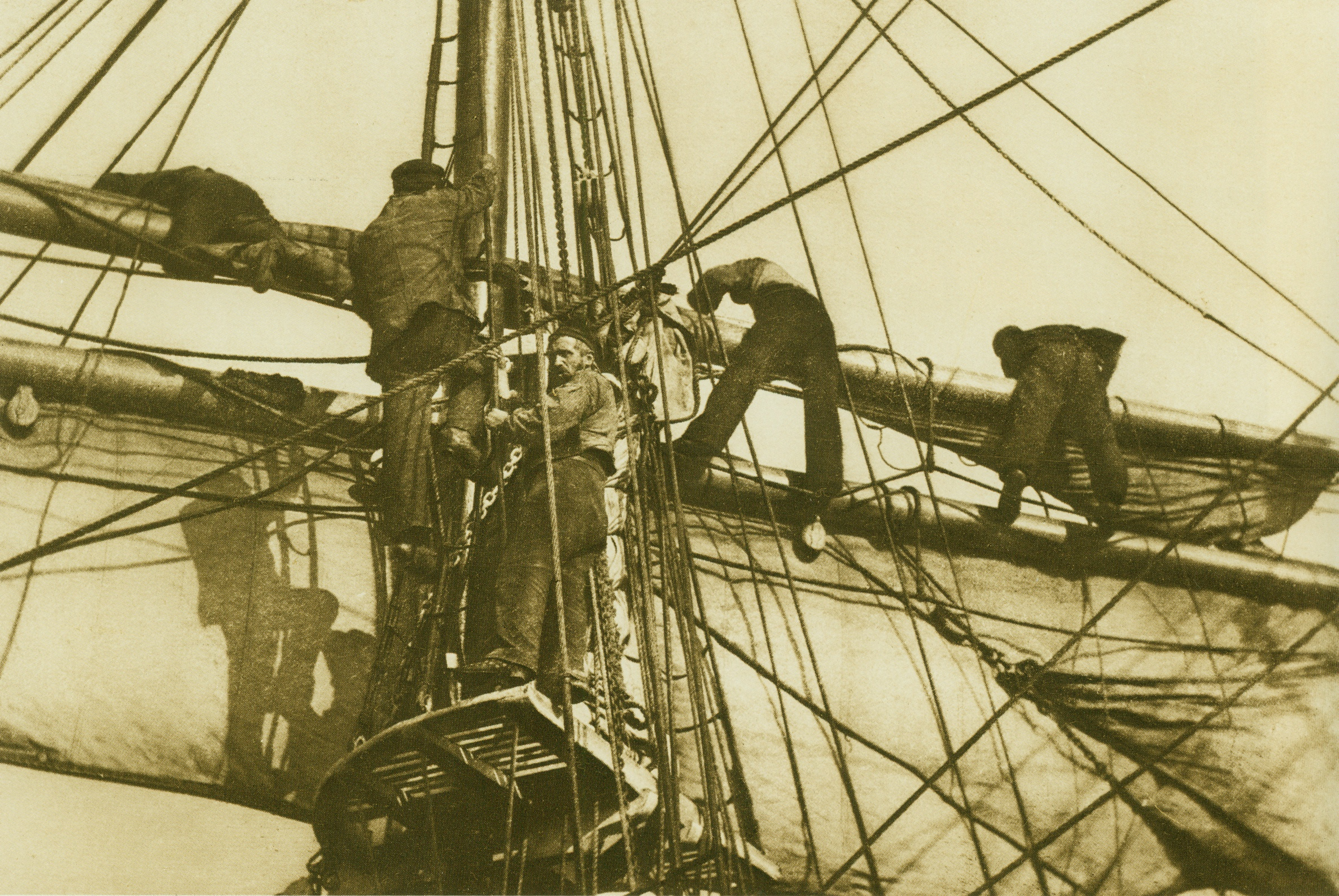
Cap hornier en pleno trabajo.

En 1936, con ocasión de una comida que varios marinos franceses ofrecieron a su profesor de Hidrografía que cumplía 77 años, se dieron cuenta de que todos habían doblado varias veces el cabo de Hornos por lo que decidieron juntarse nuevamente para recordar los antiguos viajes en la ruta del cabo.
La  Cofradía Internacional de los Capitanes del Cabo de Hornos (Amicale Internationale des Capitaines au Long Cours Cap Horniers), nació en Saint Malo, Francia,  en 1937 cuando 35 capitanes de alta mar de veleros sin motor, eligieron su primer comité y designaron como presidente a Luis Allaire. El objetivo era promover y estrechar los lazos de camaradería que sentían todos, capitanes, oficiales, marineros, pasajeros hombres y mujeres que habían navegado a través del cabo de Horno en veleros que efectuaban el comercio entre los puertos de Europa y los del Pacífico. Al poco tiempo, marinos de toda Francia pasaron a enrolarse en la nueva cofradía y al año siguiente, marinos belgas también lo hicieron.
Con el pasar de los años la cofradía se volvió realmente internacional, marinos de 16 países solicitaron la autorización para formar sus propias secciones pero conservando el “espíritu de Saint Malo”

## Término de la cofradía
El paso de los años hizo que los miembros de la cofradía francesa fueran disminuyendo paulatinamente, motivo por el cual, en el congreso efectuado en Saint Maló, en mayo de 2003, la Amicale International puso fin definitivamente a sus actividades, pero dejando establecido que los países que lo desearan podrían continuar con sus actividades independientemente.